# Hóquei sobre a grama nos Jogos Olímpicos de Verão de 1908

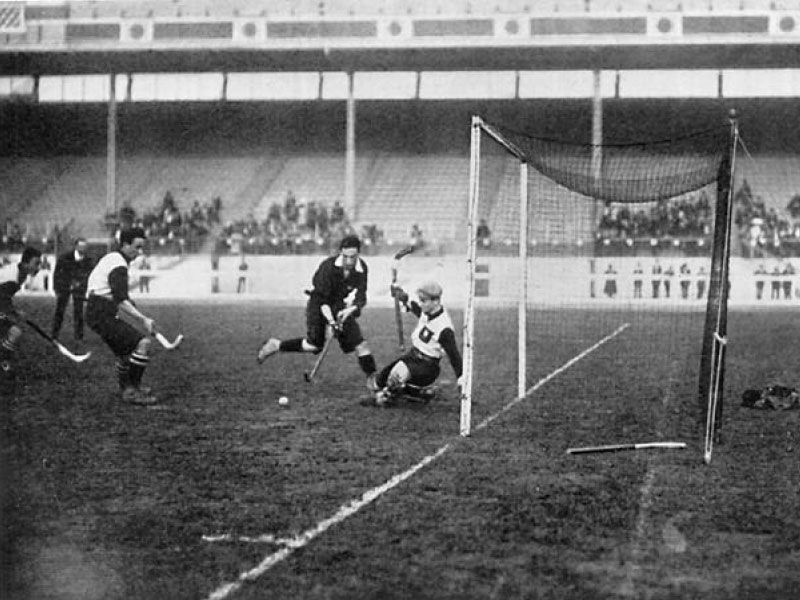
Escócia e Alemanha se enfrentam na disputa de hóquei sobre grama dos Jogos de 1908

Durante os Jogos Olímpicos de Verão de 1908 ocorreu pela primeira vez um torneio de hóquei sobre a grama.
Seis equipes intervieram na disputa. O Reino Unido da Grã-Bretanha e Irlanda contou com quatro equipes: Inglaterra, Irlanda, Escócia e País de Gales. A Alemanha foi representada pelo clube campeão nacional e França por jogadores de três diferentes clubes.

## Masculino
| Ouro | Prata | Bronze | Bronze |
| Grã-Bretanha (GBR) Inglaterra Louis Baillon Harry Freeman Eric Green Gerald Logan Alan Noble Edgar Page Reggie Pridmore Percy Rees John Yate Robinson Stanley Shoveller Harvey Wood | Grã-Bretanha (GBR) Irlanda Edward Allman-Smith Henry Brown Walter Campbell William Graham Richard Gregg Edward Holmes Robert Kennedy Henry Murphy Walter Peterson Charles Power Frank Robinson | Grã-Bretanha (GBR) Escócia Alexander Burt John Burt Andrew Dennistoun Charles Foulkes Hew Fraser James Harper-Orr Ivan Laing Hugh Neilson William Orchardson Norman Stevenson Hugh Walker | Grã-Bretanha (GBR) País de Gales Frederick Connah Llewellyn Evans Arthur Law Richard Lyne Wilfred Pallott Frederick Phillips Edward Richards Charles Shephard Bertrand Turnbull Philip Turnbull James Williams |

## Primeira fase
| 29 de outubro | Escócia                                             | 4  | - | 0 | Alemanha | White City |
|               | Burt (2), Laing, Walker                             |    |   |   |          |            |
| 29 de outubro | Inglaterra                                          | 10 | - | 1 | França   | White City |
|               | Green, Logan (2), Pridmore (3), Rees, Shoveller (3) |    |   |   | Poupon   |            |

## Semifinal
Após a semi-final não houve disputa de terceiro lugar. As duas equipes perdedoras receberam a medalha de bronze.
| 29 de outubro | Irlanda                | 3 | - | 1 | País de Gales                      | White City |
|               | Gregg, Power, Robinson |   |   |   | Williams                           |            |
| 29 de outubro | Escócia                | 1 | - | 6 | Inglaterra                         | White City |
|               | Walker                 |   |   |   | Logan, Pridmore (3), Shoveller (2) |            |

## Jogo extra
França e Alemanha que saíram derrotadas na primeira fase, realizaram um partida extra que foi considerada como uma disputa de 5º e 6º lugares, embora o relatório oficial dos Jogos não mencione isso.
| 30 de outubro | Alemanha | 1 | - | 0 | França | White City |
|               | Möding   |   |   |   |        |            |

## Final
| 31 de outubro | Inglaterra              | 5 | - | 1 | Irlanda  | White City (público: 6,000) |
|               | Logan (3), Pridmore (2) |   |   |   | Robinson |                             |